# Франсоа Лув
Франсоа Лув (фр. Francois Louw; 15. јун 1985) професионални је рагбиста и репрезентативац ЈАР, који тренутно игра за један од најстаријих клубова на свету Бат (рагби јунион). Висок 190 цм, тежак 114 кг, пре Бата играо је за Вестерн Провинс и Стормерс. За "спрингбоксе" је до сада одиграо 40 тест мечева и постигао 40 поена.